# Cocarde d'or

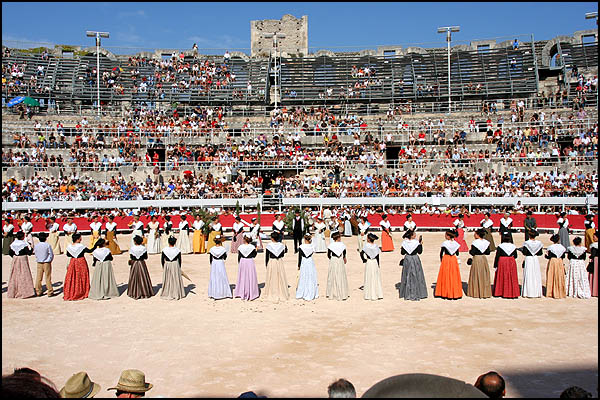
La cérémonie d'ouverture de la 75e Cocarde d'or, Arles, France.

La Cocarde d'or est une épreuve de course camarguaise qui a lieu chaque année, le premier lundi de juillet, à Arles, en France. C'est une course d'importance comptant pour le championnat des raseteurs : le Trophée des As.

## Historique
La Cocarde d'or a été imaginée et créée par Nicolas Crouanson, en novembre 1927. La première course s'est déroulée le 2 juillet 1928.

Nicolas Crouanson a rédigé le règlement de la course, qui s'est affiné avec le temps et avec les exigences du monde de la bouvine ; il demeure proche de sa version d'origine. Ce règlement a été une source d'inspiration pour les règlements d'autres courses camarguaises.

## Palmarès
- 1928 : Paul Bonel, dit Granito
- 1929 : Léopold Margaillan
- 1930 : Julien Rey
- 1931 : Julien Rey
- 1932 : Auguste Berbedes, dit Gustou
- 1933 : pas de course (crise économique)
- 1934 : Patrice Denamo, dit Patris ou Merlusse
- 1935 : pas de course (fêtes du Moulin à Fontvieille)
- 1936 : Jean Boncœur
- 1937 : Jean Boncœur
- 1938 : Antony Rossignol
- 1939 : René Azaïs
- 1940 : pas de course (Seconde Guerre mondiale)
- 1941 : Charles Fidani
- 1942 : Charles Fidani
- 1943 : Charles Fidani
- 1944 : pas de course (mort de Jean Boncœur)
- 1945 : Louis Arnaud
- 1946 : Lucien Volle
- 1947 : Lucien Volle
- 1948 : Lucien Volle
- 1949 : Lucien Volle
- 1950 : André Douleau
- 1951 : Lucien Volle
- 1952 : Lucien Volle
- 1953 : Charles Fidani
- 1954 : Roger Douleau
- 1955 : Lucien Volle
- 1956 : André Douleau
- 1957 : Manolo Falomir
- 1958 : André Soler
- 1959 : Roger Douleau et Manolo Falomir
- 1960 : André Soler
- 1961 : Roger César
- 1962 : Francis San Juan
- 1963 : Roger Pascal
- 1964 : André Soler
- 1965 : Roger César
- 1966 : Roger César
- 1967 : Robert Marchand
- 1968 : Jean-Claude Fabre
- 1969 : Robert Marchand
- 1970 : Daniel Pellegrin
- 1971 : Roger César
- 1972 : Xavier Ruas
- 1973 : Robert Marchand
- 1974 : Patrice Meneghini
- 1975 : Patrick Castro
- 1976 : Patrice Meneghini
- 1977 : Gérard Barbeyrac
- 1978 : Robert Marchand
- 1979 : Frédéric Lopez
- 1980 : Gérard Barbeyrac
- 1981 : Christian Chomel
- 1982 : Christian Chomel
- 1983 : Jacky Siméon
- 1984 : Christian Chomel
- 1985 : Christian Chomel
- 1986 : Christian Chomel
- 1987 : Christian Chomel
- 1988 : Christian Chomel
- 1989 : Christian Chomel
- 1990 : Thierry Ferrand
- 1991 : Frédéric Durand
- 1992 : Thierry Ferrand
- 1993 : Thierry Ferrand
- 1994 : Thierry Ferrand
- 1995 : Laurent Baldet
- 1996 : Ludovic Zerti
- 1997 : Stéphane Rouveyrolles
- 1998 : Mouloud Bensalah
- 1999 : Mouloud Bensalah
- 2000 : Thierry Félix
- 2001 : Fabien Grammatico
- 2002 : Sabri Allouani
- 2003 : Hadrien Poujol
- 2004 : Hadrien Poujol
- 2005 : Sabri Allouani
- 2006 : Sabri Allouani
- 2007 : Sabri Allouani
- 2008 : Mickaël Matray
- 2009 : Sabri Allouani
- 2010 : Benjamin Villard[3]
- 2011 : Julien Rey[4]
- 2012 : Hadrien Poujol[5]
- 2013 : Sabri Allouani[6]
- 2014 : pas de course (mauvais temps)[7]
- 2015 : Youssef Zekraoui[8]
- 2016 : Joachim Cadenas[9]
- 2017 : Joachim Cadenas[9]
- 2018 : Jérémy Ciacchini
- 2019 : Joachim Cadenas
- 2020 : Joachim Cadenas
- 2021 : Joachim Cadenas
- 2022 : Joachim Cadenas
- 2023 : Joachim Cadenas
- 2024 : Jérémy Ciacchini[10]
- 2025 : Youssef Zekraoui